# Споднє Ветрно
Споднє Ветрно (словен. Spodnje Vetrno) — поселення в общині Тржич, Горенський регіон, Словенія. Висота над рівнем моря: 626,9 м.